# Ján Bilka
Ján Bilka (21. prosince 1924 Bílkove Humence – 19. dubna 1945 Závada) byl slovenský pilot, účastník Slovenského národního povstání a palubní střelec 1. československé smíšené letecké divize.

## Život

### Před druhou světovou válkou
Ján Bilka se narodil 21. prosince 1924 v Bílkových Humencích na slovenském Záhoří jako nejmladší ze sedmi dětí rolníka Julie a Jozefa Bilkových, s rodiči poté žil na samotě Vyrúbaná u Senice. V Senici vychodil obecnou školu a poté pracoval na otcově hospodářství.

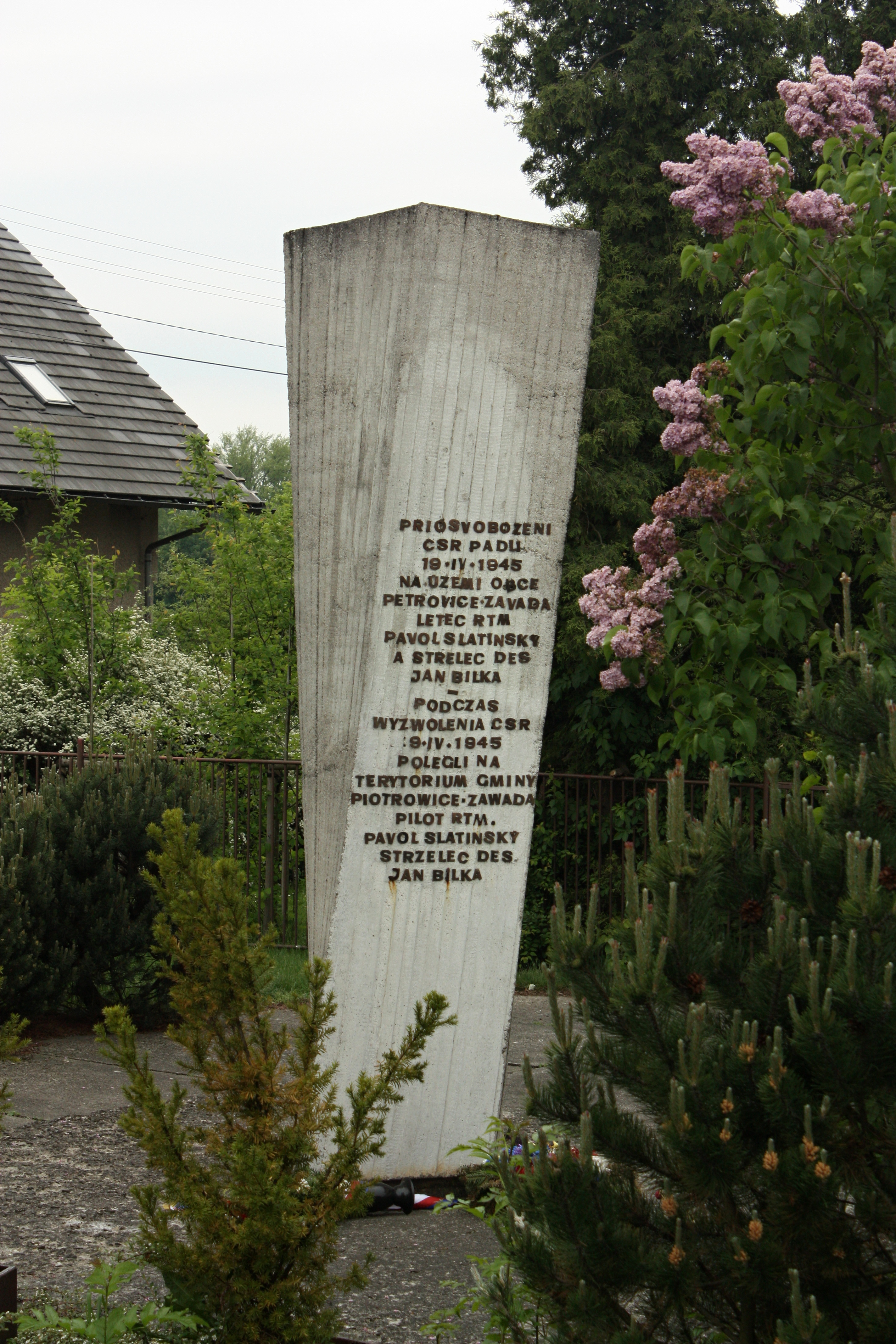
Pomník Pavola Slatinského a Jána Bilky v Závadě

### Druhá světová válka
V roce 1942 nastoupil Ján Bílka do armádní školy pro letecký dorost v Banské Bystrici, kde získal pilotní výcvik. V roce 1944 se zúčastnil Slovenského národního povstání, kde bojoval v jednotce npor. Michala Minky sestavené z frekventantů výše zmíněné letecké školy. Bojoval u Telgártu, Handlové a Prievidzy. Před porážkou povstání byl společně s dalšími 12. října 1944 letecky přepraven do Sovětského svazu a zařazen do 3. československého bitevního pluku. Po absolvování kurzu palubních střelců působil jako zadní střelec rtm. Pavola Slatinského. Dne 19. dubna 1945 se oba zúčastnili v rámci Ostravské operace útoku na německé pozice u Závady na Karvinsku. Jejich stroj Iljušin Il-2 č. 23, který startoval z letiště v Porębě, se po zásahu nepřátelskou palbou zřítil k zemi, oba letci zahynuli. Provizorně byli pohřbeni u místní školy, na podzim 1945 byly jejich ostatky přemístěny na hřbitov v nedalekých Petrovicích. Dosáhl hodnosti desátníka.

## Upomínky
- Pavolu Slatinskému a Jánu Bilkovi byl na zahradě základní a mateřské školy v Závadě odhalen pomník